# Британська православна церква
Британська правосла́вна це́рква (англ. British Orthodox Church), раніше відома як Правосла́вна це́рква Брита́нських о́стровів (англ. Orthodox Church of the British Isles) — це невеличка незалежна орієнтальна православна церква, що визначає свою місію для жителів Британських островів. Вона не має євхаристійно спілкування з жодною орієнтальною православною церквою з часу рішення 2015 року повернути собі незалежний статус.
Нинішня Британська православна церква походить від посвячення французького колишнього священика домініканців Жуля Феррета (1828-1904), який у 1866 році був єпископом Іони посвячений єпископом Сирійської православної церкви Емеси Бутросом ібн Сальмо Меско (1799 -1894) з метою відновлення Орієнтального православ'я на Заході.
У лютому 1994 року делегація на чолі з митрополитом Гластонбері Серафимом, що представляла православну церкву Британських островів, була запрошена до Єгипту Папою Шенудою III Коптської православної церкви. Коптський православний Папа та Александрійський патріарх Папа Шенуда III зустрів делегацію та обговорив їх догмати (вони мають православне походження) та питання їх об'єднання з Коптською церквою.
19 березня 1994 р. на "Синоді Сохо", який відбувся у Домі Святого Варнави-в-Сохо, духовенство одноголосно підтримало крок до повного союзу з Александрійським патріархатом. У подальших детальних дискусіях з Папою Шенудою та високопоставленими членами Священного Синоду, що відбулися в Каїрі в квітні, травні та червні в Каїрі знову 2-11 квітня та 28 травня-5 червня, було детально описано протокол, що визначає відносини Православної Церкви Британських островів до Коптського православного Александрійського патріархату. Папа Шенуда вирішив не перевизначати абба Серафима. Хоча його єпископські накази були повністю визнані, Папа Шенуда вирішив висвятити його на єпископа, щоб привести все духовенство до коптської лінії апостольської спадкоємності. Після смерті свого попередника в 1979 році він був інтронований як митрополит Гластонбері, але тепер він також буде висвячений на посаду митрополита патріархату. У коптській православній традиції митрополити фактично висвячуються як старший єпископський сан. 19 червня 1994 р., у свято П'ятидесятниці у Великому соборі Святого Марка в Каїрі, він прийняв ці рукоположення від Папи Шенуди за допомогою 63 митрополитів та єпископів, які становили Священний Синод. 
4 жовтня 2015 року Коптський православний патріархат, реагуючи на прохання Британської православної церкви, "у тому ж дусі, у якому виник цей союз", погодився на те, щоб Британська православна церква повернула свій статус до 1994 року "на виконання до того, що він розглядає як свою нинішню місію у світлі подій та мінливої динаміки Близького Сходу та Великої Британії". Британський православний вебсайт говорив про це, "дружно повертаючись до початкового статусу, щоб ефективніше виконувати свою місію". Це призвело до того, що Британська православна церква повернулася до неканонічного статусу поза спілкуванням з будь-якою православною чи іншою церквою.
Гластонберійський митрополит Серафим - митрополит Гластонберійської митрополії та предстоятель Британської православної церкви. У січні 2019 року було оголошено, що він буде відомий як Блаженніший Патріарх Серафим.

## Митрополит
Абба Серафим (Вільям Генрі Гюго Ньюман-Нортон) (нар. 1948), митрополит Архиєпископ Святої Митрополії Гластонбері VII Британський Патріарх і Предстоятель Британської Православної Церкви. Він був повноправним членом Священного Синоду Коптського православного патріархату Александрії з 1994 року до автокефалії церкви в 2015 році. З січня 2019 року він використовує титул Блаженніший Авва Серафим, але більше не спілкується з православними чи іншими громадами. У митрополії Гластонбері є ще два єпископи, освячені аввою Серафимом.

## Витоки
Британська православна церква виникла внаслідок посвячення француза Жуля Феррета єпископом для незалежної служби на Заході Мутраном Бутро (пізніше Сирійським православним патріархом Антіохії) в Хомсі (Емеса) 2 червня 1866 року. Феррет народився у Франції від батьків-протестантів, але став римо-католиком і був висвячений на священика. Він прибув, щоб покинути Римо-Католицьку Церкву і пов'язаний з Ірландською пресвітеріанською місією в Дамаску. Перебуваючи в Сирії як протестантський місіонер, він був висвячений на єпископа і поїхав до Британії, де сподівався, що зможе досягти єдності християн на основі отриманих православних наказів. Через два роки він відмовився від своїх місіонерських зусиль у Великій Британії та переїхав до Сполучених Штатів Америки. Згодом він вийшов на пенсію до Швейцарії. За цей короткий період він набрав кількох послідовників у Британії, але не зміг створити стабільну церкву.
Англіканський священик, Річард Вільямс Морган (1815-1889), отримав єпископське посвячення в якості Мара Пелагія, ієрарха чи Каерлеона Марлом Джуліусом Ферреттом перед тим, як від'їхати до Сполучених Штатів Америки, а згодом з ним був пов'язаний Орден корпоративного возз'єднання . Він продовжував служити англіканським священиком, одночасно керуючи невеликою громадою Давньої Британської Церкви. Він посвятив колишнього пресвітера Реформованої єпископальної церкви Чарльза Ісаака Стівенса (1835-1917) на єпископа в 1879 році, який згодом був названий патріархом Мар Феофілом, і документальна історія попередників Британської православної церкви починається з цього моменту .
У 1890 році Стівенс висвятив вірменина Леона Чекеміана (1848-1920) як єпископа Давньої Британської Церкви. Він був священиком Вірменської католицької церкви в Малій Азії до імміграції на Британські острови, де був висвячений на єпископа Вільної протестантської єпископальної церкви. Того ж року він також створив Об’єднану Вірменську Католицьку Церкву як некатолицьку альтернативу для вірмен. Він також приєднався до Ірландської церкви і отримав від них ліцензію на служіння як священик. У 1897 році він об'єднав свою Вільну протестантську церкву з Давньою Британською Церквою, зберігаючи незалежність своєї Об'єднаної Вірменської Католицької Церкви, і з Назареніською Єпископальною Церквою Джеймса Мартіна (1843-1919).
У 1900 р. Чекеміан передав Свободі контроль над Вільною протестантською єпископальною церквою, і вона залишалася союзом Стародавньої Британської Церкви, другою патріархою якої вважався Стівенс, і Вільної Протестантської Церкви, першості якої він також був.
Після його смерті в 1917 році Мартін став третім патріархом і примусом двох тіл, використовуючи ім'я Мар Якоб I Антипа.
Після смерті Мартіна в 1919 році Ендрю Чарльз Альберт Маклаген (Мар Андріс) став патріархом Стародавньої Британської Церкви та первісним членом Вільної протестантської єпископальної церкви, що обіймав ці посади з 1919 року до своєї смерті в 1928 році.
Стародавня Британська Церква і Вільна протестантська єпископальна церква були розділені лише тоді, коли Герберта Джеймса Монанзі-Херда (1871-1948), наступника Маклаена, у 1939 році змінив Вільям Холл у Вільній протестантській єпископальній церкві, а Х'ю Джордж де Вілмотт Ньюман (1905-1979) у Давній Британській Церкві в 1945 році. Ньюман обіймав посаду Патріарха Давньої Британської Церкви під різними іншими іменами, поки його не змінив по черзі Вільям Генрі Гюго Ньюман-Нортон, як Мар Серафім у 1979 році. 

## Назва до 1994 року
У 1970 році назва церкви була змінена на Православна церква Британських островів за пропозицією єпископа Жана Ковалевського, предстоятеля Православної католицької церкви Франції, як частина все більшого бажання шукати союзу з однією з канонічних православних церков.

## Відносини з коптською православною церквою Александрії
З роками Британська православна церква втратила зв'язок зі своїм східним походженням, але в 1994 році під керівництвом сучасного єпископа, обговорення з Коптською православною церквою Александрії дали свої плоди, і церква возз'єдналася зі східними православними церквами, з яких вона прийшла. На свято П'ятидесятниці в 1994 році в Каїрському соборі Святого Марка Абба Серафим був висвячений митрополитом Папою Шенудою III, а Британська православна церква стала складовою Коптського православного патріархату.
Британська православна церква складається з п’яти місць на Британських островах, де проводяться богослужіння. Всі його служби ведуться англійською мовою, і вона вшановує православних святих Британських островів та широких православних церков. Він використовує давню Літургію святого Якова як звичайну літургію, разом із усіма традиційними послугами коптської православної церкви, такими як ранковий та вечірній "Підняття пахощів".
Британська православна церква - це невелика громада, і з 2015 року вона проводить політику "зосередження на існуючих парафіях", а не створення нових місій. 

## Церква, що продовжується після 1994 року
У 1994 р. більша частина відділення церкви в Сполученому Королівстві послідувала за Митрополитом Серафимом в офіційному союзі в межах Коптської православної церкви, формуючи таким чином Британську православну церкву.
Однак у 1995 р. залишок єпископів обрав Мар Маеля I (Павла Едуарда де Фурньє де Брешія) патріархом. Мар Маель залишався на цій посаді до своєї смерті в липні 2014 року. Французи та інші члени Церкви, які не приєдналися до Коптського православного патріархату Олександрії, прийняли назву L'Eglise Orthodoxe Celtique ( Кельтська православна церква - офіційно Кельтська апостольська церква), вказуючи тим самим, що її юрисдикція охоплювала територію колишніх кельтських місій. У 1997/1998 рр. Кілька колишніх кельтських парафій новоствореної Британської православної церкви залишили коптську церкву і повернулися до своєї матері-церкви, отримавши Мар Маель I до кельтської православної церкви.

## Повернення до незалежності
Після 21 року єдности зі орієнтальною Коптською православною церквою 5 жовтня 2015 року було опубліковано заяву, в якій зазначалося рішення Британської православної церкви повернути статус незалежності до 1994 року. Тим самим це закінчило автономний статус церкви при Коптській православній церкві Александрії. З цієї дати маленька Британська православна церква перестала спілкуватися з жодною з орієнтальних православних церков.
29 жовтня 2017 року митрополит Серафим, виконуючи обов’язки солюта, освятив Отця Давида Семена як єпископа Давида Придді. 
23 лютого 2019 року Патріарх Серафим, виконуючи обов'язки з єпископом Придді Давидом, посвятив отця Джеймса Маскарі в якості Його Високопреосвященства Авви Джеймса, архієпископа Титулара Керлеон-на-Уску та Мафріана Британської православної церкви. Мафріан - це титул, який використовується в Сирійській православній церкві для католикосів Сходу, і предстоятель церкви в Сасанідській імперії, нині Іран та Ірак.
Зараз духовенство Британської православної церкви складається з одного патріарха, двох єпископів, одного священика та одного диякона.

## Публікації
Через церковну пресу вона видає « Glastonbury Review» - єдиний англомовний журнал, який зобов’язується регулярно повідомляти про діяльність східних православних церков, а також розпочав перевидання деяких важливих богословських праць.